# Балаші (рід)
Помилка Lua у Модуль:Navbar у рядку 61: Неприпустима назва {{subst:PAGENAME}}.
Балаші або Балашші (словац. Balaša, угор. Balassa) — давній словацький шляхетський рід, члени якого відомі в Угорському королівстві з 13 століття. Засновником роду вважається Синко (Synko), батько Детрича, що задокументований 1222 року як Зволенський жупан. Початкові володіння родини були розташовані у Зволенський, Хонтинський, Новоградський (Балашадьярмат) жупах під час правління короля Андрія II. Також мали багато власності в жупах Боршод, Барс і Зольом. Їхній родинний архів зберігався в замку Кекко (нині Словаччина) приблизно 600 років, нині знаходиться в Угорському національному музеї та Угорському національному архіві. З 1561 року рід має баронську гілку. З 1664 року тут також була гілка графів Священної Римської імперії, представником якої був бан Хорватії Франьйо Балаші де Гармаш (1736—1807).

## Історія
Давній словацько-угорський рід Балаші відомий з 1222 року, і його представники згадуються в численних документах аж до ХІХ століття. Згідно з більшістю документів, вони могли походити від роду Кацичів, інші згадують рід Пилісів. Походять зі Словаччини чи Богемії.
Найстаріший відомий предок предок — жупан Зволенський (1222—1236) Синько. У його сина Детрича були діти Міко, Детрич і Мікулаша (дружина Ламберта). Міко був Шарішським і Зволенський жупаном (1239—1254). Шляхетська родина постала і зміцніла за часів правління короля Андрія ІІ, що надав їм численні маєтки Теплічка-над-Вагом, Варін, Жиліна. Представникі роду звели укріплені замки, які були стратегічно важливими для Словаччини: Поважська Бистриця, Гричов, Старий Град, Скалбіня, Топольчани, Ситнянський град та Плавецький Град.
Представники роду були також членами Ордену Дракона короля Сигізмунда, що пізніше він був розміщений на щиті їх родового герба.
Представником роду був барон Балінт Балаші (1554—1594) — поет, перекладач, писав угорською, словацькою та турецькою мовами.
Графська гілка роду вимерла в ХІХ столітті, але баронська гілка існує до нині. З початку ХХ століття члени родини відійшли від активного політичного та громадського життя. му ніхто з них не міг повернутися до громадського життя.